# Arreforie
Le Arreforie (in greco antico: Ἀρρηφόριαι?) erano delle feste dell'antica Atene celebrate nel mese di Sciroforione (metà giugno-metà luglio), in onore di Atena Poliàs.

## Svolgimento
Secondo Pausania, due vergini, tra i 7 e gli 11 anni (chiamate "arrefore", ἀρρηϕόροι), già adibite al servizio della Dea, venivano scelte durante una notte del mese di Sciroforione, dopo che la sacerdotessa di Atena aveva dato loro degli oggetti segreti da portare sul capo (ignoti anche alle portatrici); quindi venivano accompagnate in un naturale passaggio sotterraneo ubicato sotto il santuario di Afrodite dei Giardini. Qui deponevano gli oggetti sacri e ricevevano qualcos'altro da portare con sé all'esterno al ritorno. Le due fanciulle venivano sostituite ogni anno.
Le spese della festa erano sostenute da privati cittadini.

## Significato
Il significato di ἀρρη- è ignoto, ma è stato ipotizzato che ἀρρηϕόροι sia un arcaico sinonimo di κανηϕόροι, ossia "portatrici di canestri".
Secondo lo scoliaste di Luciano di Samosata, gli oggetti misterici in questione sarebbero stati delle riproduzioni di serpenti e falli maschili, realizzate con lo strutto.
Ludwig Deubner, nel suo Attische Feste (1932), ha ipotizzato che i due eventi della discesa e della risalita dovessero essere slegati: il primo avrebbe avuto svolgimento a giugno-luglio e sarebbe consistito in un dono alla Dea per ottenere fecondità; il secondo, invece, sarebbe da collocarsi in autunno.

## Santuario di Afrodite dei Giardini
Il santuario è stato localizzato da Oscar Broneer nei primi decenni del '900 nelle vicinanze dell'Antico tempio di Atena Poliàs, nella zona in declivio a nord dell'Acropoli di Atene. L'archeologo trovò negli scavi alcune iscrizioni greche dedicate a Eros e ad Afrodite, oltre a "pietre falliche" fissate su altarini o alloggiate in delle nicchie.